# 中国とブータンの関係
本項目では、中華人民共和国とブータン王国の関係について述べる。
ブータン王国と中華人民共和国は公式な外交関係を結んでおらず、歴史的にも緊迫した関係が続いている。中国とブータンは約470キロメートルの国境を有しており、両国間の領土問題は潜在的な紛争の原因となっている。 1980年代以来、両国政府は緊張緩和を目的とした国境・安全保障問題について定期的に協議を行ってきた。 

## 国境問題
ブータンは長い間チベットと文化的・歴史的・宗教的・経済的に強い繋がりを持っていた。チベットとの関係は1950年代に中国がチベットを占領した際に緊張した。チベットと異なり、ブータンは中国が宗主国となった歴史は無く、また、イギリス領インド帝国時代にイギリスが宗主国となった歴史も無い。 
ブータンの中国との国境は、公式には認められておらず、境界線も定められていない。1911年頃の一時期、中華民国はブータンの一部に対する領有権を主張していた。この領有主張は、1949年の国共内戦で中国共産党が中国本土を制圧した後、中華人民共和国によって引き継がれた。毛沢東は、1939年に出版された『中国革命と中国共産党』の原文で、「中国の正しい境界線にはビルマ、ブータン、ネパールが含まれる」と宣言している。また、毛沢東の「西蔵五指」政策では、ブータンをチベットの一部、ひいては中国の一部と言及している。1959年、中国は"A brief history of China"の中で、ブータンやその他の国のかなりの部分を領土主張に含む地図を発表した。
1951年にチベット自治区政府と中国中央政府との間で十七か条協定が結ばれた後、中国はブータン国境付近に兵士を増加させたため、ブータンはラサから代表を撤退させた。
1959年のチベット蜂起とダライ・ラマ14世のインドへの亡命により、ブータンにとって中国との国境の安全確保は必要不可欠なものとなっていた。推定6千人のチベット人がブータンに逃れ、亡命が認められたが、ブータンはその後、さらなる難民の発生を恐れて中国との国境を閉鎖した。1959年7月、中国人民解放軍はチベットの占領とともに、17世紀にガワン・ナムゲルからブータンに与えられ、以来300年以上にわたってブータンの統治下にあった西チベットにあるブータンの飛地の一部を占領した。その中には、ダルチェン、ラプラン寺、ガルトク、およびカイラス山の近くにあるいくつかの小さな寺や村が含まれていた。
中国が1961年に発行した地図には、中国がブータン、ネパール、シッキム王国（現インド・シッキム州）の領土を主張していることが記されていた。また、中国兵やチベット人牧夫の自国領土への侵入により、ブータンは緊張状態に陥った。ブータンは、国境を越えた貿易を禁止し、国境を閉鎖し、インドと広範な軍事関係を築いた。1962年の中印国境紛争では、ブータン当局はインド軍がブータン領内を移動することを認めた。しかし、インドがこの戦争に敗れたことにより、インドのブータン防衛能力が懸念されるようになった。その結果、ブータンはインドとの関係を構築する一方で、公式には中立の方針を打ち出した。ブータン国王の国民議会での答弁によると、ブータンと中国との間には4つの紛争地域がある。中国との国境は、西のドクラムから、山の尾根に沿ってガモチェン、バタングラ、シンチェラを通り、アモチュまで続いている。ドクラムの紛争地域は89平方キロメートル、シンチュルンパとギューの紛争地域は約180平方キロメートルである。
1970年代まで、中印国境紛争をめぐる中国との協議においては、インドがブータンの意見を代弁していた。ブータンは1971年に国連加盟を果たしてから、より独立した外交政策をとるようになった。ブータンは国連において、インドとともに中国の議席を中華民国ではなく中華人民共和国が占めることに賛成し、「一つの中国」政策を公然と支持した。1974年、ブータンはジグミ・シンゲ・ワンチュクの戴冠式に駐インド中華人民共和国大使を招待し、象徴的な働きかけを行った。1983年には、中国の呉学謙外相とブータンのダワ・ツェリン外相がニューヨークで二国間関係樹立のための会談を行った。1984年、中国とブータンは、国境紛争を巡る年1回の直接協議を開始した。
1998年、中国とブータンは、国境の平和を維持するための二国間協定に署名した。この協定では、中国はブータンの主権と領土保全を尊重することを確認し、双方は「平和五原則」に基づいた関係を構築することを目指している。しかし、中国は1998年の合意に反して、ブータンが自国領であると主張する場所に道路を建設し、緊張が高まった。2002年、中国は「証拠」と称するものを提示して紛争中の土地の領有権を主張し、交渉の末、暫定合意に達した。2016年8月11日、ブータンのダムチョ・ドルジ外相は北京を訪れ、中国の李源潮副主席と第24回国境協議を行った。両者は、様々な分野での協力を強化する用意があることや、国境問題の解決を希望するというコメントを発表した。
2016年8月11日にブータンのダムチョ・ドルジ外相は中華人民共和国の首都である北京を訪問し、中国の李源潮国家副主席との第24回国境協議を行った。双方は様々な分野での協力関係を強化する用意があることを示すとともに、境界問題の解決に向けた希望を示すコメントを行った。 

### ドクラム危機、2017年
2017年6月29日にブータン・インド・中国の合流地点である紛争地域の「ドクラム」に道路が建設されたことに対して、ブータンは中国に抗議した。同日にブータン国境は厳戒態勢に入り、緊張が高まったことから国境警備が強化された。ブータンとインドがブータン領と考えているところへ中国が道路を建設するのをインド軍が妨害した後、中国とインドの間の膠着状態はインドのシッキム州に隣接する三叉路で2017年6月中旬から続いている。2017年6月30日にインドと中国はともに3000人の軍隊を配備した。同日、中国はドクラムが中国のものであると主張する地図を公開した。中国は地図を通じて、ギプモチ以南の領土は中国に属していると主張し、カルカッタ協定で支持されていると主張した。2017年7月3日に中国はインドに対し、インドのジャワハルラール・ネルー元首相がカルカッタ協定を受け入れたと伝えた。2017年7月5日に中国はブータンとの間に「基本的な合意」があり、両国間に紛争は無いと主張した。2017年8月10日にブータンは「ドクラムは中国のものだ」という北京の主張を拒否した。 

### サクテン野生生物保護区
2020年6月2日に中国は国境協議でこれまで1度も議題に挙げたことの無い領土をめぐる新たな紛争を提起した。地球環境ファシリティー（GEF）のヴァーチャル会議で、中国はブータン東部タシガン県のサクテン野生生物保護区への助成に異議を唱え、この地域は紛争地域であると主張した。